# Lochnagar
Lochnagar - pasmo w Grampianach Wschodnich, w Szkocji. Pasmo to graniczy z pasmem Cairngorm na północy, z pasmem Cairnwells & Blairgowrie na zachodzie oraz z Angus Glens na południowym wschodzie. Najwyższym szczytem pasma jest Lochnagar, który osiąga wysokość 1155 m.
Najważniejsze szczyty:
- Lochnagar (1155 m),
- Glas Maol (1068 m),
- Càrn an t-Sagairt Mòr (1047 m),
- Cairn Bannoch (1012 m),
- Broad Cairn (998 m).